# Criminals (film, 1913)
Pour les articles homonymes, voir Criminal.
Pour plus de détails, voir Fiche technique et Distribution.
Criminals est un film muet américain réalisé par Allan Dwan et sorti en 1913.

## Fiche technique
- Réalisation : Allan Dwan
- Scénario : M. de la Parelle
- Société de production : Rex Motion Picture Company
- Société de distribution : Universal Film Manufacturing Company (États-Unis)
- Pays de production :  États-Unis
- Langue : film muet avec les intertitres en anglais
- Métrage : 500 mètres
- Format : Noir et blanc — 35 mm — 1,37:1 — Muet
- Genre : Film dramatique
- Durée : 16 minutes
- Date de sortie :
  - États-Unis : 19 octobre 1913

## Distribution
- Murdock MacQuarrie : Richard Wainwright / John Dick
- Pauline Bush : Pauline, fille de Wainwright
- William Lloyd (it) : James Stevens
- Arthur Rosson : disciple de Wainwright
- Richard Rosson : disciple de Wainwright
- Jessalyn Van Trump : sœur de Follower
- William Walters : policier